# Llacuna de Nador
La llacuna de Nador (àrab marroquí: Sebkha Bou Areg; amazic: Rbhar Amzian), coneguda en castellà com a Mar Chica (àrab: مارتشيكا, Mārtxīkā), és una llacuna costanera salada o albufera de 115 km² situada al nord del Marroc, als peus de la ciutat de Nador. Té una profunditat màxima de 8 m i es troba a pocs quilòmetres al sud de Melilla.
De forma semicircular, està separada del mar Mediterrani per dues franges sorrenques: Boukana (de 10 km de llarg) al nord, i Aljazeera (de 12,5) al sud, separades per boca de 120 metres d'ample, per on es connecta amb el Mediterrani.
En les seves ribes es troben les ciutats de Nador (en la riba interior), Beni Ensar (Aït Nsar) (fronterera amb Melilla), al nord, i Kariat Arekmane, al sud.
Durant el protectorat espanyol, la Mar Chica va ser la localització d'una base d'hidroavions de l'exèrcit espanyol, la Base d'Hidroavions del Atalayón. Al comandament del capità Virgilio Leret Ruiz, va resistir durant el 17 de juliol de 1936 durant algunes hores el setge dels rebels, dos tabors de regulars, que van prendre finalment la base i van executar al capità el 23 de juliol.

## Importància biològica

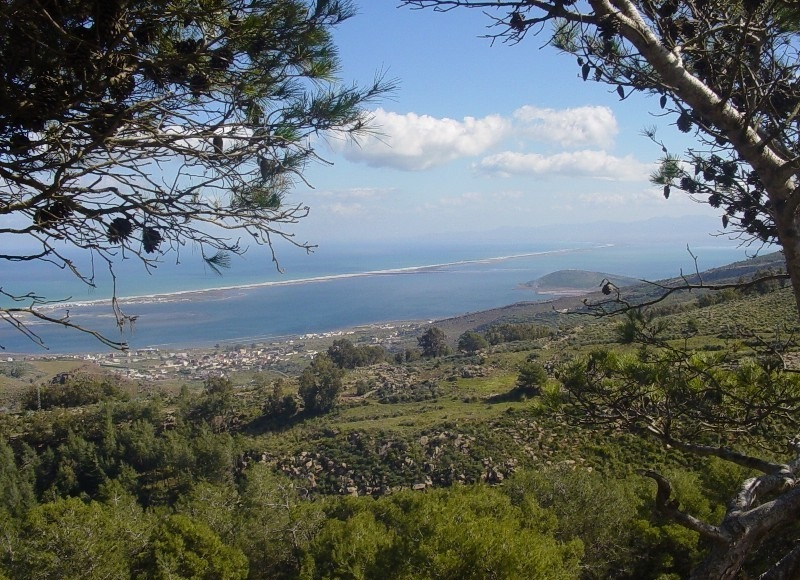
Beni Ensar i la llacuna de Nador

A causa de la seva importància per a les aus aquàtiques, la Mar Chica ha estat declarada lloc Ramsar (gener 2005, n. 1484. BirdLife International l'ha catalogat com a IBA MA006. També està inclosa en la llista de Llocs d'Interès Biològic i Ecològic (SIBE). La llacuna és objecte de nombroses recerques a causa de la seva importància biològica, entre ells estudis per l'Instituto del Aigua de Granada i estudis d'impacte ambiental a causa de la seva similitud amb llacunes mediterrànies de la costa espanyola.